# Mercedes-Benz C111

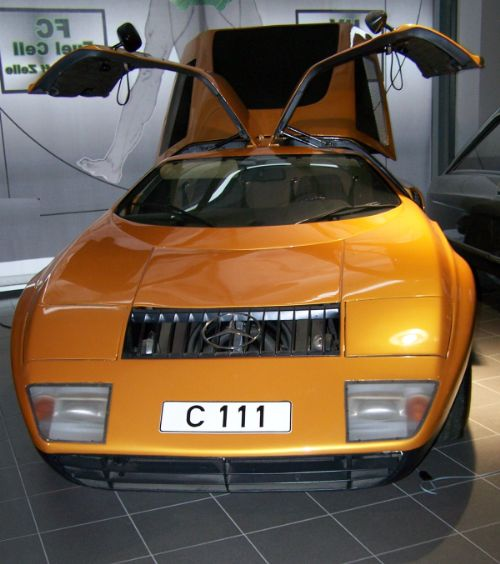
Mercedes-Benz C111

De C111 was de naam voor een reeks prototypes (conceptauto's) van het Duitse Mercedes-Benz. Aan het einde van de jaren 60 was er veel belangstelling voor de toepassingsmogelijkheden van de wankelmotor. Ook Mercedes deed daaraan mee en bouwde een serie prototypes die werden gebruikt voor het testen van verschillende materialen en technieken. De auto's van het type C111 waren in feite rijdende laboratoria en deden vele jaren dienst.

## Specificaties
De C111 IID haalde een topsnelheid van ruim 300 km/u. De carrosserie was gemaakt van kunststof, verstevigd met hars. De wankelmotor bevond zich tussen de stoelen en de achteras (middenmotor). In 1979 werd de C111 voorzien van een dieselmotor waarmee hij het snelheidsrecord van een diesel op de piste in de wacht sleepte. De C111 IV, die veel meer weg had van een vliegtuig dan van een auto, haalde een topsnelheid van 404 km/u op de Nardò Ring. Pogingen om de prestaties van de C111 te evenaren zijn nog steeds niet gelukt.
Het sportieve uiterlijk, dat onderstreept werd door de oranje kleur en de vleugeldeuren, zorgde overigens voor een flinke druk vanuit de markt. Menigeen heeft Mercedes in die jaren verzocht de C111 in productie te nemen. Mercedes hield echter vol dat het een experimenteel prototype was, dat niet voor productie bestemd was. Hierdoor is de C111 nooit verkocht.